# Runaway Love (E.P.)
Runaway Love је E.P. америчке музичке групе En Vogue, издат 1993.